# Partoya camena
Partoya camena är en insektsart som först beskrevs av Ronald Gordon Fennah 1969.  Partoya camena ingår i släktet Partoya och familjen sporrstritar. Inga underarter finns listade i Catalogue of Life.